# Barátcserje
A barátcserje (Vitex agnus-castus) az árvacsalánfélék (Lamiaceae) családján belül a barátcserje (Vitex) nemzetségbe tartozó növényfaj. Korábban a vasfűfélék (verbénafélék, Verbenaceae) családjába sorolták, de az APG eredményei alapján átkerült az árvacsalánfélék (Lamiaceae) családjába. A Mediterrán térségtől a Krím-félszigeten keresztül Közép-Ázsiáig honos. Nőgyógyászati panaszok kezelésére használt gyógynövény.

## Leírása
A barátcserje (Vitex agnus Castus) 2 - 3 méter magas, terebélyes ágrendszerű, illatos cserje. Tenyeresen összetett levelei aromás illatúak, hasonlítanak a marihuánához (Cannabis sativa).
Valódi szúnyogűző hatású! Lila vagy halvány ibolyaszínű illatos virágai 10–15 cm-es füzérekben júliustól szeptember végéig nyílnak. Közepesen szárazságtűrő, fényigényes faj. Szúnyogűző hatása, késői virágzása és szép lombja miatt értékes és igen kedvelt díszcserje. A barátcserje termésének kivonata gyógyhatású, - nőgyógyászati panaszok kezelésére, menstruációs ciklus szabályozására használják.

## Felhasználása

### Gyógyászati
Számos különböző alkotóelemet tartalmaz, többek között flavonoidokat, iridoid glükozidokat és terpenoidokat. Úgy tűnik, hogy a teljes terméskivonat gyógyhatású. Hormonokat nem tartalmaz, jótékony hatásának lényege azonban éppen az agyalapi mirigy serkentése – különösen az LH-hormonnak nevezett lutropin termelésére. Ez közvetett módon növeli a szervezet progeszteron-termelését – ez az anyag pedig a menstruációs ciklus szabályozását segíti. A prolaktin-termelés szabályozását is javítja. Az enyhén megemelkedett prolaktin-szint csökkentése nemcsak néhány meddő nőnél lehet hasznos, de azoknál is, akik melle a PMS (premenstruációs szindróma) részeként nyomásérzékeny.

## Képek

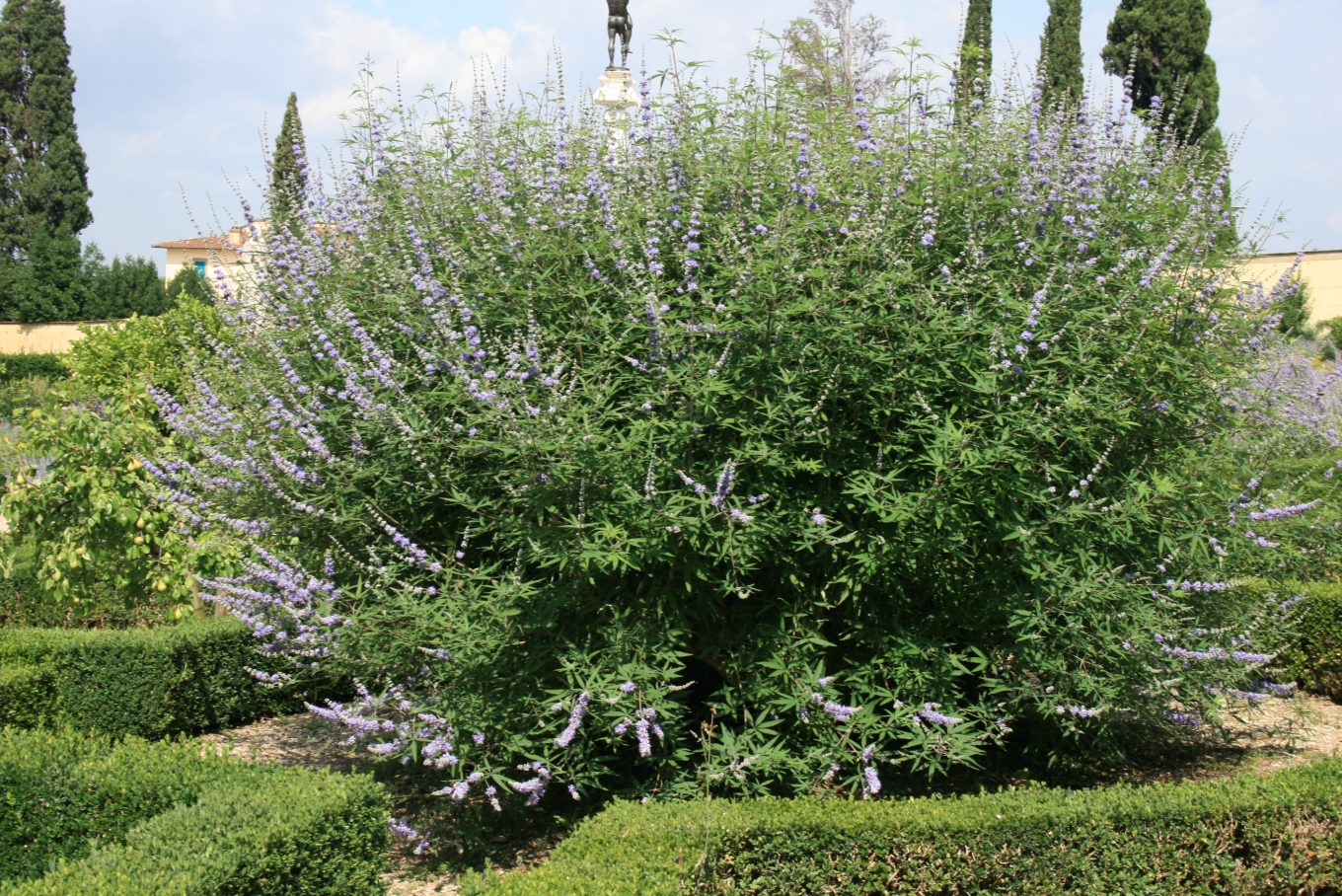
Barátcserje
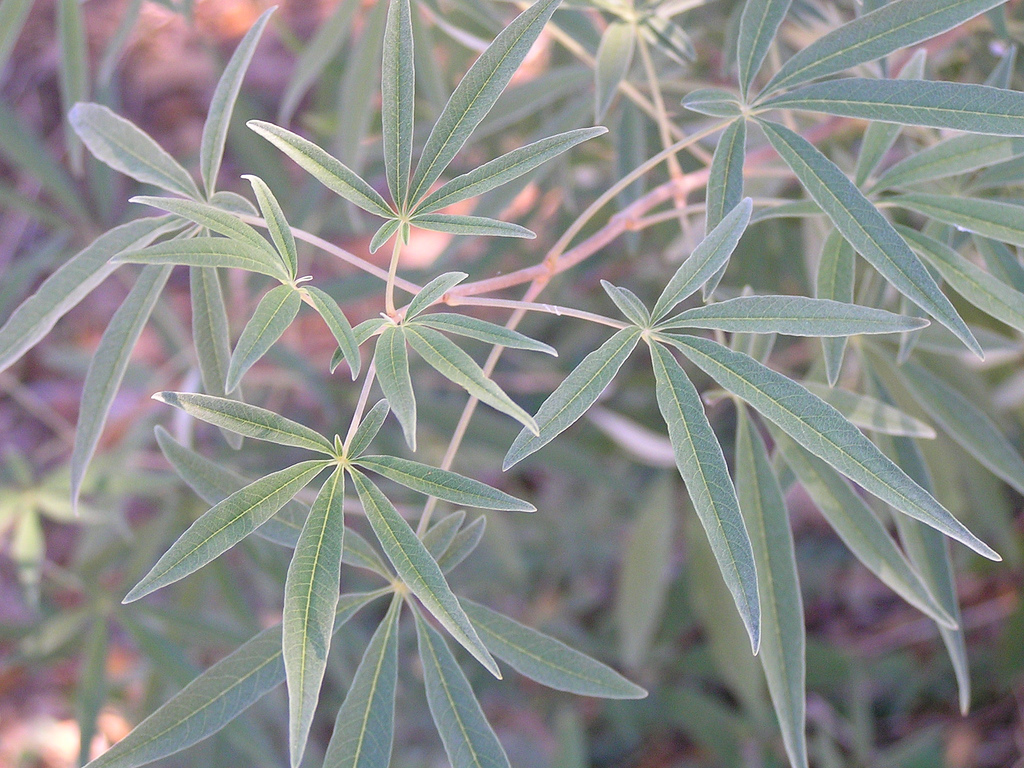
Levele
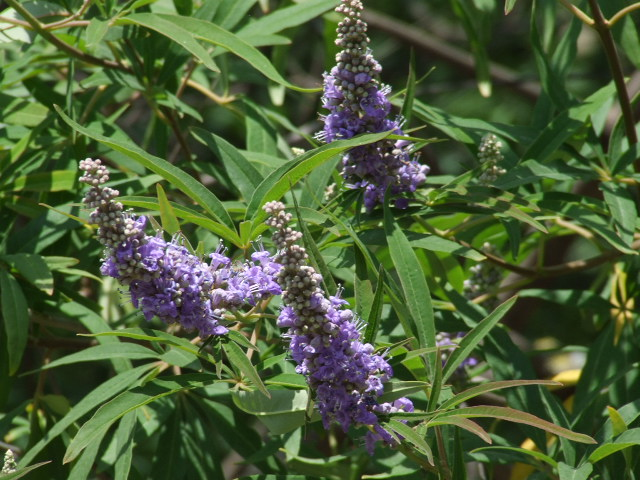
Virágzata